# Pave Sixtus 3.
Sixtus 3. (eller Xystus, død 19. august 440) var pave i den romerskkatolske kirke fra 432 til sin død. 
Inden han blev pave, var han tilhænger af Pelagius, hvis lære senere blev fordømt som kættersk. Som pave stod han for anerkendelsen af resultatet af det økumeniske koncil i Efesos i 431, hvor det blandt andet blev besluttet, at jomfru Maria legitimt kunne kaldes "Guds mor" eller "Kristi mor". Under Sixtus var der heftig byggeaktivitet i Rom, og den nybyggede Santa Maria Maggiore blev viet til Maria, Guds mor.
Sixtus var optaget af at genoprette freden mellem Kyril af Alexandria og syrerne. Han sikrede pavens ret i Illyrien, og ærkebiskoppen i Thessaloniki blev den illyriske kirkes overhoved.